# Bur (Dania)
Bur – miasto w Danii, w regionie Jutlandia Środkowa, w gminie Holstebro.